# Bo Bice

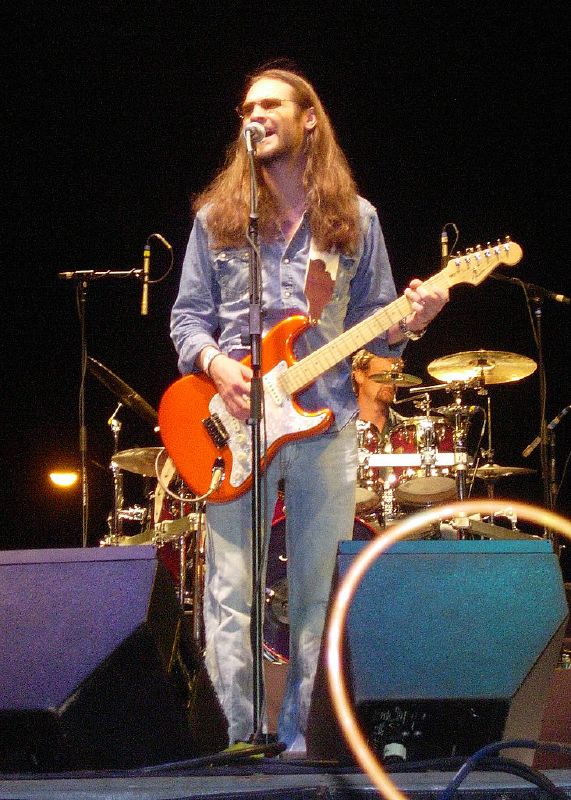
Bo Bice.

Harold Elwin "Bo" Bice, III (ur. 1 listopada 1975 r. w Huntsville (Alabama)) – amerykański piosenkarz i muzyk najlepiej znany z programu telewizyjnego American Idol, w którego czwartej edycji z roku 2005 zajął 2. miejsce. W grudniu 2005 roku ukazała się jego pierwsza płyta zatytułowana The Real Thing. Sprzedała się w USA w nakładzie przekraczającym 600 tys. egzemplarzy. Drugi album pod tytułem See the Light wydany został w październiku 2007 roku.